# 모스 경감

모스 주임 경감은 콜린 덱스터의 "모스 경감 시리즈"의 주인공인, 소설 상의 인물이다. 그는 영국 옥스퍼드의 템스벨리 경시청의 고위 CID (경시청 수사과) 경관인 것으로 설정되어있다. 시리즈는 책과 텔레비전 드라마 모두에서 성공했다. 시리즈의 배경은 주로 옥스퍼드이며, 모스 경감은 (원래는 란차로 설정되었었던)재규어 마크 2를 몰며 맥주를 사랑하고 바그너를 굉장히 좋아하는 지적인 속물로 묘사되어있다.

## 소설
모스는 철자법에서의 실수나 문법에서의 실수를 싫어한다. 이것은 그가 사적으로나 공적으로 접수한 모든 문서에 대해서 철자법이나 문법 실수를 지적해내곤 하는 사실에서 잘 드러난다. 그가 사건을 해결하는 방식은, 그 자신도 인정하듯이 귀납적이다. 또한 그의 대원칙들 중 하나는 '피살자를 마지막으로 본 사람이 바로 살인자다'라는 것이다. 이러한 모스의 성격은 작가 콜린 덱스터가 십자말풀이의 팬이라는 데서 드러난다. 심지어 '모스'라는 성은 십자말풀이 힌트작가들 중에서 덱스터의 최대 라이벌 중 하나인 제레미 모스 경의 것을 따와 지어졌으며, 첫 작품인 우드스톡행 마지막 버스를 제외한 모든 소설에서 살인자의 이름은 옵저버에서 연재하는 주간 십자풀이 퀴즈의 승자의 이름으로 지어져있기도 하다. 또한, 콜린 덱스터는 꽤 오랫동안 옵저버지의 자매격인 가디언지에 어떻게 십자말풀이를 풀 것인가라는 주간 칼럼을 싣기도 했다.
모스의 이름인 "엔더버(Endeavour)"는 Death is Now My Neighbor의 끝에서야 밝혀졌다(그 전까지 모스는 그저 '모스'라고 불렸으며 농담삼아 '경감(Inspector, 영어로 'Inspector Morse'이기 때문에)'이 이름이라고도 했다). 모스의 이름은 군함 HM 바크 엔더버호를 따라 지어졌으며, 그것은 모스의 어머니가 퀘이커교도이었고 그의 아버지가 제임스 쿡 선장의 팬이었기 때문이었다.
모스는 사회적으로나 정치적으로나 흥미롭고 복잡한 캐릭터를 가진 것으로 평가된다. 웨일즈계(TV판에서는 '북방계'로 대체됨) 노동 계층의 배경을 지닌 그의 부하인 루이스(이 또한 덱스터의 또 다른 라이벌인 Mrs. B. Lewis를 따라 지어진 이름이다) 경사와 비교했을 때, 모스는 표면상으로는 중상위 계급에 위치한 백인 잉글랜드계 남성에 대한 편견과 추측들의 화신이다. 예를 들자면 그는, 일부 여성주의자 비평가들이 모스를 여성혐오주의자라고 묘사할만큼 여성에게 선심쓰는 체하는 행동을 취하는 것으로 자주 묘사된다.
모스의 경력이 아주 모호하게 묘사되어 있음에도 불구하고, 그가 옥스퍼드에서 장학금을 탔던 학생이라는 것이 암시되어 있긴하다. 그는 안 좋은 성적으로 인해 그 장학금을 못 받게되고 말았는데, 이것이 이후 그의 실패한 연애로 귀결된다. 이로 인해 그가 학교에서 퇴학당한 뒤, 그는 군에 입대하고, 전역 후에는 경찰에 들어가게 된다. 그는 가끔 A. E. 하우스먼과 같은 유명한 학자들과 비슷하게 묘사되는데, 이들은 그처럼 옥스퍼드에서 학위를 받는데 실패한 이들이다.
모스는 시리즈의 마지막 권인 "The Remorseful Day"에서 방치해두었던 제 2형 당뇨병의 합병증으로 인해 병원에서 사망했다.

### 시리즈 목록
괄호 안은 한국판의 제목이다.
- Last Bus to Woodstock, 1975 (우드스톡행 마지막 버스, 동서미스터리북스 100, 문영호 옮김, 동서문화동판주식회사, 2003)
- Last Seen Wearing, 1976
- The Silent World of Nicholas Quinn, 1977 (니콜라스 퀸의 조용한 세계, 미출간)
- Service of All the Dead, 1979 - 1979년 영국 추리작가협회(CWA) 실버 대거상 수상작
- The Dead of Jericho, 1981 (제리코의 죽음, An Inspector Morse Mystery 4, 이정인, 장정선 옮김, 해문출판사, 2005) - 1981년 CWA 실버 대거상 수상작
- The Riddle of the Third Mile, 1983
- The Secret of Annexe 3, 1986
- The Wench is Dead, 1989 (옥스퍼드 운하 살인사건, An Inspector Morse Mystery 1, 이정인 옮김, 해문출판사, 2004) - 1989년 CWA 골드 대거상 수상작
- The Jewel That Was Ours, 1991 (사라진 보석, An Inspector Morse Mystery 3, 이경아, 장정선 옮김, 해문출판사, 2005)
- The Way Through the Woods, 1992 (숲을 지나가는 길, An Inspector Morse Mystery 2, 이정인 옮김, 해문출판사, 2005) - 1992년 CWA 골드 대거상 수상작
- The Daughters of Cain, 1994
- Death is Now My Neighbour, 1996
- The Remorseful Day, 2000
- Morse's Greatest Mystery and Other Stories, 1993(확장판 1994)

작가 콜린 덱스터는 1997년에는 그의 공로를 치하하는 CWA의 다이아몬드 대거상을 수상했으며 2000년에는 대영제국훈장(OBE)를 수상했다.
대한민국에서는 해문출판사에서 번역, 출간될 예정이지만 몇 년째 후속 출간이 미뤄지고 있다.

## 텔레비전
모스 경감 시리즈는 영국의 텔레비전 채널 ITV에서 TV 시리즈(모스 경감으로도 불린다)로도 만들어졌으며, 아주 성공적이었다. 시리즈는 중앙 독립 텔레비전(이후 칼튼 텔레비전)을 위해 제니스 프로덕션에서 만들었다. 시리즈는 광고를 포함해서 2시간짜리 에피소드 33개로 이루어져 있는데, 이는 1987년부터 2000년사이의 소설 시리즈보다 20개가 많은 수이다. 마지막 에피소드는 마지막 소설을 각색한 것이다.

## 라디오
BBC 라디오 4에서 가끔씩 Saturday Play로 방영되는 시리즈로, 존 샤프넬(John Shrapnel)이 모스 역을, 로버트 글리니스터(Robert Glenister)가 루이스 역을 맡았다. 시리즈의 작가는 가이 메레디스(Guy Meredith)이고, 네드 차일렛(Ned Chaillet)이 감독했다. 에피소드들은 "옥스퍼드 운하 살인사건(The Wench is Dead)" (1992년 3월 28일), "Last Seen Wearing" (1994년 5월 28일) 그리고 "니콜라스 퀸의 조용한 세계(The Silent World of Nicholas Quinn)" (1996년 2월 10일)를 포함한다.

## 더 읽어보기
아래 목록은 모두 대한민국에서는 미출간 상태에 있다.
- Bishop, David, The Complete Inspector Morse: From the Original Novels to the TV Series London: Reynolds & Hearn (2006) ISBN 1-9052871-3-5
- Bird, Christopher, The World of Inspector Morse: A Complete A-Z Reference for the Morse Enthusiast  Foreword by Colin Dexter London: Boxtree (1998) ISBN 0752221175
- Goodwin, Cliff, Inspector Morse Country : An Illustrated Guide to the World of Oxford's famous detective London: Headline (2002) ISBN 0755310640
- Leonard, Bill, The Oxford of Inspector Morse: Films Locations History Location Guides, Oxford (2004) ISBN 0-9547671-1-X
- Sanderson, Mark, The Making of Inspector Morse Pan Macmillan (1995) ISBN 0330344188

## 같이 보기
- 제리코(옥스퍼드)
- 루이스 경감
- 스트레인지 경무관